# وولودیمیر لوکاشنکو
وولودیمیر لوکاشنکو (اوکراینی: Володимир Лукашенко؛ زادهٔ ۱۴ فوریهٔ ۱۹۸۰) شمشیرباز اهل اوکراین است.